# Sumpf-Eiche
Die Sumpf-Eiche (Quercus palustris Münchh.), auch Spree-Eiche, Boulevard-Eiche oder Nagel-Eiche (engl.: „pin oak“) genannt, ist eine Pflanzenart aus der Gattung der Eichen in der Familie  der Buchengewächse (Fagaceae). Sie wird in den Gemäßigten Breiten häufig als Zierpflanze in Parks und Alleen verwendet.

## Beschreibung

### Erscheinungsbild, Rinde und Laubblätter

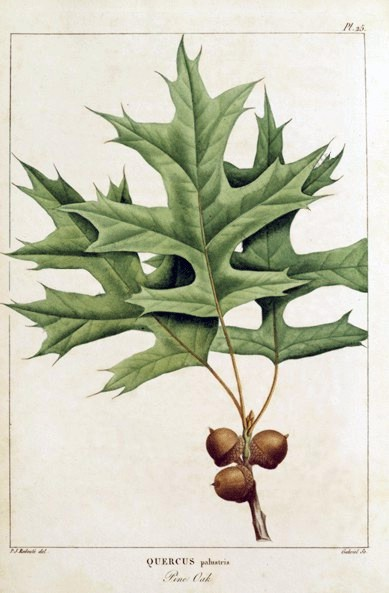
Illustration

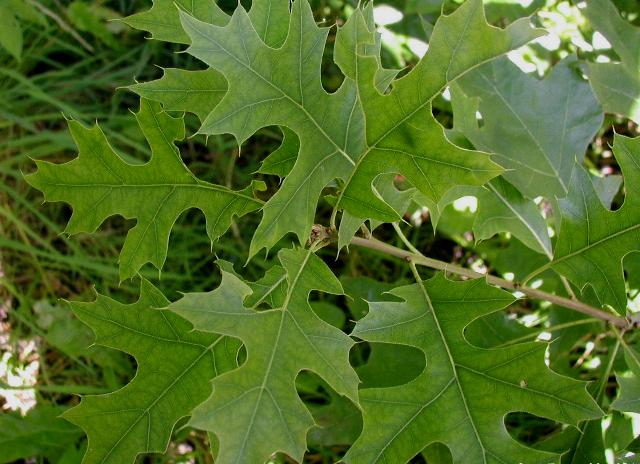
Laubblätter im Sommer

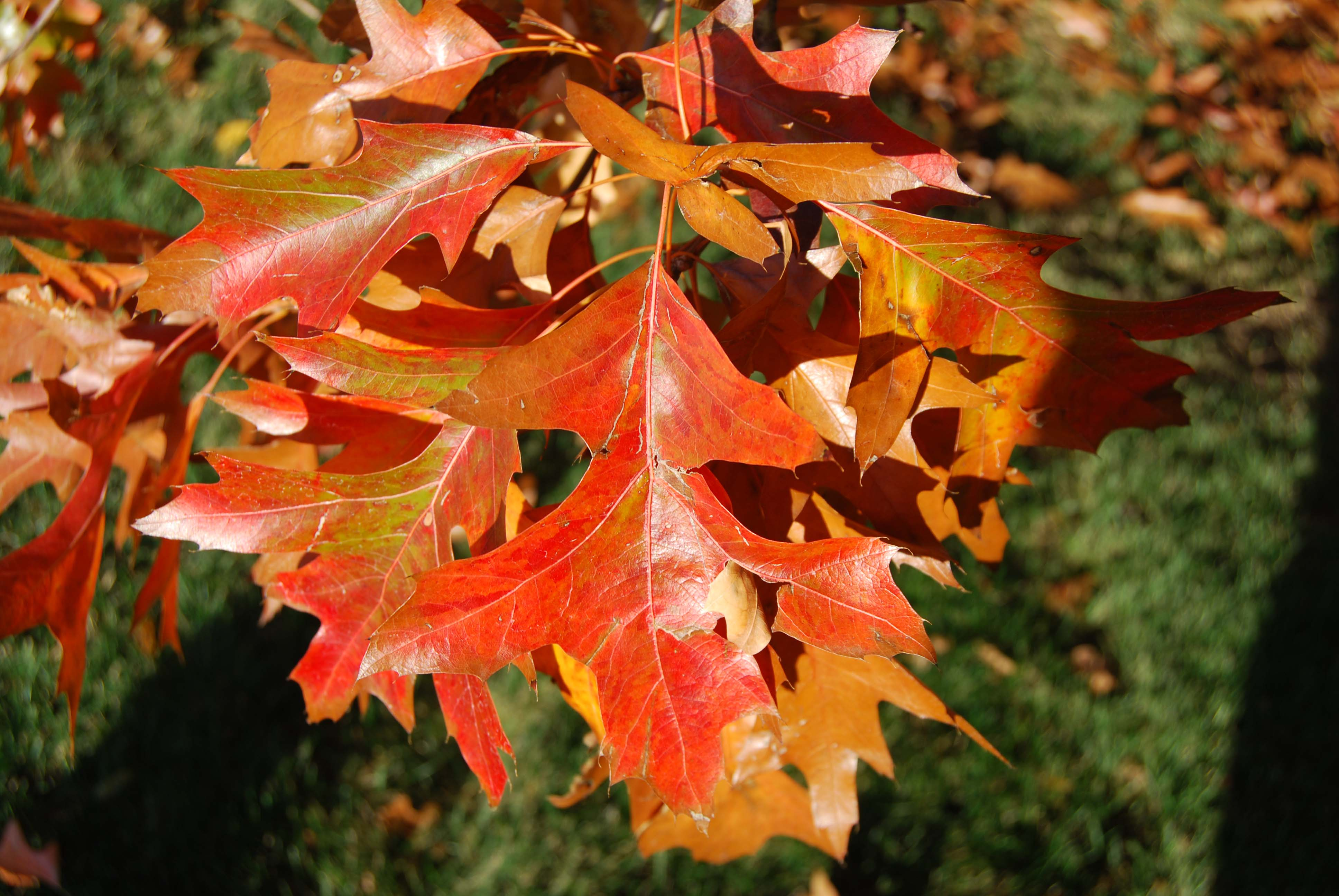
Laubblätter im Herbst

Die Sumpf-Eiche wächst als sommergrüner Baum, der an guten Standorten im Alter von 30 Jahren Wuchshöhen von etwa 20 Metern und Stammdurchmesser (Brusthöhendurchmesser BHD) von durchschnittlich 28 Zentimetern erreicht. Alte Exemplare erreichen in Ausnahmefällen Wuchshöhen von bis zu 37 Metern und Stammdurchmesser (BHD) von bis zu 1,5 Metern und darüber. Dabei entwickeln sie Kronen von 8 bis 20 Metern Durchmesser. Sumpf-Eichen sind sehr schnellwüchsig, bilden aber eine eher kurzlebige Art, die meist nur ein Alter von 80 bis 100 Jahren erreicht. Einzelexemplare können 150 bis 200 Jahre alt werden. Die Wurzeln der Sumpf-Eiche bilden ein flaches Herzwurzelsystem.
Die für Eichen-Arten dünne Borke ist innen rosafarben und außen gräulich-braun mit breiten Furchen. Die Rinde der Zweige ist rötlich-braun und wird früh kahl. Die braunen bis rötlich-braunen Endknospen sind mit einer Länge von 3 bis 5 mm eiförmig; sie sind kahl oder besitzen an der Spitze wenige feine Haare.
Die wechselständig und spiralig an den Zweigen angeordneten Laubblätter sind in Blattstiel und -spreite gegliedert. Der kahle Blattstiel ist 2 bis 6 cm lang. Die einfache, mit einer Länge von 5 bis 16 cm und einer Breite von 5 bis 12 cm elliptische bis längliche oder verkehrt-eiförmige, geteilte bis gespaltene, spitze bis zugespitzte, grannenspitzige Blattspreite besitzt 5 bis 7 Blattlappen und der Blattrand besitzt 10 bis 30 borstige, grannige Spitzen. Auf beiden Blattflächen kahl, bis auf einige Gruppen von wolligen Haaren an den hervortretenden Hauptnerven der Blattunterseite. Im Herbst färben sich die Blätter rötlich bis scharlachrot und sind dadurch sehr dekorativ.

### Generative Merkmale
Die Blütezeit liegt im Frühling gleichzeitig mit dem Blattaustrieb. Die Sumpf-Eiche ist einhäusig getrenntgeschlechtig (monözisch). An vorjährigen Zweigen hängen in den Blattachseln die männlichen, kätzchenförmigen Blütenstände. Am diesjährigen Austrieb stehen in den Blattachseln an einem kurzen Schaft die weiblichen Blüten. Die weiblichen Blüten besitzen dunkel-rote Narben. Die Bestäubung erfolgt durch den Wind.
Der mit einer Höhe von 3 bis 6 mm und einem Durchmesser von 9,5 bis 16 mm flach napfförmige Fruchtbecher (Cupula) ist außen kahl bis flaumig behaart und umhüllt die Eichel nur zu einem Viertel. Die über den Winter am Baum bleibende, kahle Eichel (Nussfrucht) ist mit einer Länge von 10 bis 16 mm und einem Durchmesser von 9 bis 15 mm kugelig bis eiförmig; sie ist oft deutlich gestreift. Die Verbreitung der Eicheln erfolgt von September bis Anfang Dezember im auf die Befruchtung folgenden Jahr.
Die Chromosomenzahl beträgt 2n = 24.

## Verbreitung
Die Sumpf-Eiche ist im östlichen Nordamerika beheimatet. Ihr natürliches Verbreitungsgebiet reicht von den südwestlichen Neuengland-Staaten westwärts bis zum äußersten südlichen Ontario, südlichen Michigan, nördlichen Illinois und Iowa, sowie nach Süden bis Missouri, östlichen Kansas und nordöstlichen Oklahoma, dann ostwärts bis zum zentralen Arkansas, Tennessee, zentralen North Carolina und Virginia.
Als Standorte kommen Bereiche von Flusstälern der submontanen Stufe in Frage, die auch über mehrere Wochen überflutet werden können. Sumpfgebiete werden jedoch – anders als der Name vermuten lässt – gemieden. Die Sumpfeiche gedeiht gut an normalen und mäßig trockenen Standorten.

## Nutzung
Das Holz der Sumpfeiche hat verglichen mit anderen Eichenarten eine geringere Qualität. Es ist hart und schwer und wird als Brennholz und für die Produktion von Zellstoff verwendet, sowie für Eisenbahnschwellen. Ferner eignet es sich für den Möbelbau im Innenbereich. Das Holz hat eine weiche, sehr gleichmäßige Struktur mit typisch bräunlicher, bis hin zu Rosa changierenden, Färbung. Außerhalb Nordamerikas wird das Holz aufgrund des begrenzten Vorkommens und der sehr geringen Verbreitung in der Forstwirtschaft kaum industriell verarbeitet.

## Systematik
Die Erstveröffentlichung des Artnamens Quercus palustris erfolgte 1770 durch Otto Freiherr von Münchhausen in Der Hausvater, 5 (1), S. 253.
Quercus palustris bildet natürliche Hybriden: Quercus ×mutabilis Palmer & Steyerm. (mit Quercus shumardii), Quercus  ×vaga Palmer & Steyerm. (mit Quercus velutina), Quercus ×schochiana Dieck (mit Quercus phellos), Quercus ×columnaris Laughlin (mit Quercus rubra) und eine unbenannte Hybride mit Quercus coccinea.

## „Umbenennung zur Spree-Eiche“
Mitte der 1990er Jahre beschlossen der Berliner Senat sowie der damalige Bundeskanzler Helmut Kohl, im neuen Berliner Regierungsviertel einige hundert Bäume zu pflanzen. Dabei entschied man sich für die Eichen-Art Quercus palustris. Das erste Exemplar dieser Bäume wurde am 27. März 2000 in der Paul-Löbe-Allee (Nähe Reichstag) gepflanzt.
Da man allerdings befürchtete, die Tatsache, dass der Regierungssitz von Sumpf-Eichen umgeben ist, könne zu unliebsamen Wortspielen führen, benannte man diese Art kurzerhand um. Die nahegelegene Spree lieh den Bäumen den neuen Namen „Spree-Eiche“. Verschiedene Quellen widersprechen einander allerdings in der Frage, wer diese Benennung veranlasst habe: Die Berliner Senatsverwaltung, Helmut Kohl oder der Pflanzer des ersten Baumes, Wolfgang Thierse (Bundestagspräsident im Jahre 2000), während Letzterer die erste Variante bestätigte.
Inzwischen übernahmen auch einige Baumschulen und Gärtnereien als zusätzliche Bezeichnung der Sumpfeiche den Namen „Spree-Eiche“.

## Dickste Sumpfeiche Deutschlands
Die wahrscheinlich dickste Sumpfeiche Deutschlands steht in Gütersloh am Bartels Feld mit einem Stammumfang von 5,10 Meter. Das Alter wird auf 250 Jahre geschätzt und der Durchmesser der Baumkrone beträgt 18 Meter.
Der Baum steht auf einem Gelände der Firma Hagedorn, auf dem ein Gewerbepark entstehen soll, und soll daher gefällt werden.